# 強抽樣與弱抽樣
強抽樣與弱抽樣（英語：Strong and weak sampling）是统计学中的两种抽样方法，在计算认知科学中很受欢迎。在强抽样中，假设数据是作为一个概念的正例有意生成的，而在弱抽样中，假设数据的生成没有任何限制。

## 正式定義
在强抽样中，我们假设观察结果是从真實假说中随机抽样的。
{\displaystyle P(x|h)={\begin{cases}{\frac {1}{|h|}}{\text{, if }}x\in h\\0{\text{, otherwise}}\end{cases}}}
在弱抽样中，我们假设观测值随机抽样，然后进行分类。
{\displaystyle P(x|h)={\begin{cases}1{\text{, if }}x\in h\\0{\text{, otherwise}}\end{cases}}}